# Kunst- und Kulturstiftung Opelvillen Rüsselsheim
Die Kunst- und Kulturstiftung Opelvillen Rüsselsheim ist eine gemeinnützig arbeitende Kulturstiftung bürgerlichen Rechts, die von der Stadt Rüsselsheim im Jahr 2001 gegründet wurde. Zu ihren Aufgaben zählen der denkmalgerechte Erhalt der ihr zugehörigen Gebäude, die Veranstaltung kultureller Projekte in Form von Ausstellungen, die Bildung und Vermittlung sowie die Förderung von Kunst.

## Geschichte
„Opelvillen“ bezeichnet die Villenanlage in der Stadt Rüsselsheim am Main, die direkt an den Mainwiesen zwischen Verna-Park und Festung liegt. Die Villen wurden 1931/32 von Friedrich „Fritz“ Opel erbaut. Heute werden die Villen von der Kunst- und Kulturstiftung Opelvillen Rüsselsheim genutzt.
Namenspatron der Kunst- und Kulturstiftung ist Fritz Opel. Der Sohn des Gründers der Opelwerke, Adam Opel, kaufte 1920 eine bereits 1916 für den Direktor der Opelwerke Wilhelm Wenske erbaute „Villa Wenske“ und errichtete 1931/32 die zweite Villa, das heute als Ausstellungshaus genutzte sogenannte „Herrenhaus“, das durch einen Wintergarten mit der kleineren „Villa Wenske“ verbunden wurde. Bis zu seinem Tod 1938 bewohnte Fritz Opel mit seiner Frau Marta die von ihm als „Schloss am Main“ bezeichnete Villenanlage. Wechselnde Nutzungen vom Krankenhaus (bis 1956) bis zum Amtsgericht, das 1995 auszog, erfolgten, nachdem die Villen 1955 in den Besitz der Stadt Rüsselsheim übergegangen waren, es wurden bis zu 17 verschiedene Nutzer gezählt.
Die Frage der Nutzung wurde nach dem Leerstand 1996 auf Betreiben regionaler Kunstschaffender schließlich zu Gunsten kultureller Belange entschieden. 1998 fasste die Stadt Rüsselsheim den Beschluss, die Opelvillen zu einem kulturellen Ort mit Gastronomie und Trauzimmer auszubauen. Durch die Gründung der Stiftung konnte, getragen von Ausstellungen, Veranstaltungen, Konzerten, Vorträgen und Lesungen, ein Kunstzentrum in Rüsselsheim geschaffen werden.

## Aufgaben

### Erhalt
Zu dem Ensemble der Opelvillen am Mainvorland zählen die Villa Wenske, das Herrenhaus sowie der neu gestaltete Zwischenbau. 1916 ließ der Ingenieur und Werksdirektor Wilhelm Wenske die kleinere Villa errichten, die Fritz Opel 1920 erwarb und zehn Jahre später um einen Wintergarten erweiterte. Das heutige Ausstellungshaus, das sogenannte Herrenhaus, ließ der Sohn von Adam Opel daraufhin 1931/32 errichten. 2002 begann die Errichtung des Zwischenbaus „Dritte Villa“ durch das Kassler Architekturbüro Schultze + Schulze. 2012 wurde der Garten der Villa Wenske in seinen ursprünglichen Zustand versetzt, wobei die Geradlinigkeit der neueren Architektur berücksichtigt wurde. Erklärte Aufgabe der Stiftung ist es, die Opelvillen als repräsentativen Bau des Rüsselsheimer Mainufers zu pflegen und instand zu halten.

### Ausstellung
Die Architektur der Opelvillen gibt den zeitlichen Rahmen der Ausstellungen vor. Ausgehend von den Gebäuden, werden Ausstellungen von der Kunst- und Kulturstiftung Opelvillen Rüsselsheim konzipiert, die die Entwicklung der Kunst vom Beginn des 20. Jahrhunderts bis heute beleuchten. Der Ausstellungsschwerpunkt „Von der Moderne zur Gegenwart“ ist eine Anlehnung und inniger Bezug zum Erbauungszeitraum.

### Bildung
Die Vermittlungsprogramme „Sprachförderung für Kindergartenkinder“ und „Führungen für Menschen mit Demenz“ zeugen vom Spektrum und Anliegen der Opelvillen, alle Altersgruppen teilhaben zu lassen und zu fördern.

### Nachwuchsförderung
Die Schleuse ist ein Ausstellungsraum der Kunst- und Kulturstiftung Opelvillen Rüsselsheim zur Förderung von Kunststudenten. Angehende Künstler aus hessischen Kunsthochschulen können ihre Werke in der Schleuse der Opelvillen erstmals einem breiten Publikum präsentieren. Eröffnet wurde die Schleuse 2005 mit Andrei Koschmieder. Schleusen-Künstlerinnen wie Lena Henke und Anne Imhof nehmen mittlerweile am internationalen Kunstgeschehen teil.
Zusätzlich zur Schleuse beinhaltet das Förderprogramm der Kunst- und Kulturstiftung Opelvillen Rüsselsheim ein Gastatelier, das Labor, im Untergeschoss des Hauses. Dort haben junge Künstler die Möglichkeit zu arbeiten und das Publikum zur Präsentation ihrer in Rüsselsheim entstanden Werke einzuladen. Diese Plattform experimenteller Kunst wurde 2009 mit dem Städelschüler Max Brand eröffnet.

## Ausstellungen
- 2004: unmittelbar und unverfälscht – Zeichnungen, Aquarelle, Druckgrafik aus dem Brücke-Museum Berlin
- 2004: Was Malerei heute ist
- 2004: Made in Hungary. Photografie des 20. Jahrhundert
- 2005: Exil und Moderne. H.W. Janson und die Sammlung der Washington University in St. Louis
- 2005: Das verlorene Paradies – Die Landschaft in der zeitgenössischen Photographie
- 2005: ROBOTER – Wird künstliche Intelligenz zur künstlichen Strategie?
- 2006: Eine andere DDR. Moderne Grafik aus der Sammlung Rudolf und Ilse Franke
- 2006: Geld schießt keine Tore! Aktuelle Kunst zum Phänomen Fußball
- 2006: Georg Baselitz.
- 2006: Paul Almásy – Das Frühwerk
- 2007: Klang im Bild – das Phänomen der Musik in der Bildenden Kunst der Moderne und der Gegenwart
- 2007: Reality Bites – Kunst nach dem Mauerfall
- 2007: Henry Moore und die Landschaft.
- 2008: TEMPO, TEMPO! Das Phänomen der Geschwindigkeit im Film
- 2008: Die Erinnerung ist oft das Schönste – Fotografische Porträts von Romy Schneider.
- 2009: Der Schmerz sitzt tief
- 2009: Kunst zur Arbeit
- 2009: Natalja Gontscharowa – Zwischen russischer Tradition und europäischer Moderne
- 2010: Mit Abstand ganz nah – Fotografie aus Leipzig
- 2010: Die Zukunft des Autos? Mobilität jenseits aktueller Nachhaltigkeits-Debatten
- 2010: American Pop Posters.
- 2011: Road Atlas. Straßenfotografie aus der DZ BANK Kunstsammlung
- 2011: Linie und Skulptur im Dialog – Rodin, Giacometti, Modigliani…
- 2011: Elizabeth Peyton. Ghost.
- 2012: Ein Wald der Skulpturen – Sammlung Simon Spierer.
- 2012: Andy Goldsworthy: Working with time.
- 2012: Goyas Erben.
- 2013: Toni Schneiders – Fotografien 1946–1990.
- 2013: Knut Henrik Henriksen / Georges Rousse
- 2013: Noa Eshkol – Wall Carpets.
- 2014: Landschaft im Dekolleté – Fenster als Element und Metapher
- 2014: Arno Fischer – Der Garten.
- 2014: Christiane Löhr – permeabile
- 2014: »Wir müssen den Schleier von unseren Augen reißen« Fotografie und Zeichnung der russischen Avantgarde aus der Sammlung der Sepherot Foundation.
- 2015: Sandra Kranich – Dynamic Memory / Jörn Vanhöfen – Loop
- 2015: Pietro Donzelli (1915-1998) Luce. Fotografien.
- 2015: Marilyn und andere Diven. Remembering Sam Shaw. 60 Jahre Fotografie.
- 2016: Ekrem Yalcindag / Pia Linz.
- 2016: Billy Childish – unbegreiflich aber gewiss.
- 2016: Niki de Saint Phalle und das Theater – At Last I Found the Treasure.
- 2017: Tamara Grcic – have you been here before?
- 2017: Sibylle – Die Fotografen.
- 2017: Das Selbstporträt. Arbeiten auf Papier aus der Sammlung Frerich.
- 2018: Die reine Leidenschaft – Amateurfotografien von Peter Dammann, Eugen Gerbert, Axel Herrmann und Vasilii Lefter
- 2018: Der Duft der Bilder – Werke der colección olorVISUAL Barcelona
- 2019: Antanas Sutkus. Fotografien
- 2019: Christiane Feser – Relative Varianten
- 2019: Bethan Huws. Film Zone & Film Script
- 2019: Geraldo de Barros – Unilabor. Möbel und Fotografien
- 2019: Konkrete Poesie / poesie concreta – Eugen Gomringer, Augusto de Campos und Freunde
- 2020: Liebesgrüße aus Havanna – Zeitgenössische kubanische Kunst im internationalen Kontext
- 2020: Kunst für Tiere. Ein Perspektivwechsel für Menschen
- 2021: Lee Miller. Hautnah. Fotografien von 1940 bis 1946
- 2021: Kunst für Tiere. Ein Perspektivwechsel für Menschen
- 2021: VALIE EXPORT – Der Wolf in uns, 2020
- 2022: Daphne ohne Apoll. Verwandlungen von Richter bis Lassnig aus der Sammlung Klöcker
- 2022: Esther Ferrer. Ich werde von meinem Leben erzählen
- 2022: Fotografien der Vergangenheit. José Ortiz Echagüe (Spanien 1886-1980)
- 2023: Frieda Riess und Yva. Fotografien 1919–1937
- 2023: „BRAVO“-Starschnitte. Eine Sammlung von Legenden.
- 2023/2024: Frida Kahlo. Ihre Fotografien
- 2024: Alice Springs. Retrospektive

## Veröffentlichungen
- Max Liebermann: Max Liebermann. Stationen eines Malerlebens. Verlag Jürgen Häusser, Darmstadt 1999, ISBN 3-89552-061-6.
- Katja Blomberg (Hrsg.): Henry Moore und die Landschaft / Henry Moore: Imaginary Landscapes. DuMont-Literatur-und-Kunst-Verlag, Köln 2007, ISBN 978-3-8321-7785-0 (deutsch/englisch).
- Beate Kemfert (Hrsg.): Stiftung Opelvillen. Geschichte der Villen – Beginn des Zentrums für Kunst / Opelvillen Foundation. History of the Villas – The Beginning of the Art Center. Stiftung Opelvillen, Rüsselsheim 2007, DNB 1016455518 (deutsch/englisch).
- Sabine Eckmann (Hrsg.): REALITY BITES. Making Avant-garde Art in Post-Wall Germany. Kunst nach dem Mauerfall. Hatje Cantz Verlag, Ostfildern 2007, ISBN 978-3-7757-1906-3 (deutsch/englisch).
- Sabine Eckmann (Hrsg.): GHOST. Elizabeth Peyton. Hatje Cantz Verlag, Ostfildern 2011, ISBN 978-3-7757-2797-6 (deutsch/englisch).
- Beate Kemfert (Hrsg.), Christina Leber (Hrsg.): ROAD ATLAS. Straßenfotografie von Helen Levitt bis Pieter Hugo / Street Photography from Helen Levitt to Pieter Hugo. Hirmer Verlag, München 2011, ISBN 978-3-7774-3641-8 (deutsch/englisch).
- Beate Kemfert (Hrsg.), Angela Gratzl (Hrsg.): Rodin, Giacometti, Modigliani… Linie und Skulptur im Dialog. Werke aus der Sammlung Kasser/Mochary Family Foundation, USA. Hirmer Verlag, München 2011, ISBN 978-3-7774-4121-4.
- Beate Kemfert (Hrsg.): Wir müssen den Schleier von unseren Augen reissen. Fotografie und Zeichnung der russischen Avantgarde aus der Sammlung der Sepherot Foundation. Hatje Cantz Verlag, Ostfildern 2014, ISBN 978-3-7757-3886-6.
- Ekrem Yalcindag: About color, nature, ornaments, and other things. Hatje Cantz Verlag, Rüsselsheim / Berlin 2016, ISBN 978-3-775-74152-1 (deutsch/englisch).
- Gerard Forde, Rainer von Hessen: Niki de Saint Phalle und das Theater / Niki de Saint Phalle and the Theatre. Kehrer Verlag, Heidelberg / Berlin 2016, ISBN 978-3-86828-720-2 (deutsch/englisch).
- Ute Mahler (Hrsg.): SIBYLLE. Zeitschrift für Mode und Kultur. 1956–1995. Hartmann Books, Stuttgart 2017, ISBN 978-3-96070-007-4.